# Pseudodaphnella pulchella
Pseudodaphnella pulchella é uma espécie de gastrópode do gênero Pseudodaphnella, pertencente a família Raphitomidae.